# Хітридієві
Хітридієві (Chytriomycetaceae) — родина хітридіомікотових грибів порядку хітридієвих (Chytridiales).

## Опис
Таллус еукарпічний, моноцентричний або поліцентричний; спорангій ендогенний або екзогенний до зооспорної кісти, операкулярний або іноперкулярний, різоїдний ендобіотичний або інтербіотичний. Спори ендогенні або екзогенні.

## Роди
- Chytriomyces
- Rhizoclosmatium
- Rhizidium
- Podochytrium
- Obelidium
- Siphonaria
- Entophlyctis
- Physocladia
- Asterophlyctis
- Fayochytriomyces
- Avachytrium
- Odontochytrium